# 张巷镇
张巷镇，是中华人民共和国江西省宜春市丰城市下辖的一个乡镇级行政单位。

## 行政区划
张巷镇下辖以下地区：
张巷社区、灌山社区、塅上村、张巷村、草溪村、罗桥村、前村、九坊村、东岭村、王家村、长坑村、范桥村、江家村、上泽村、何家村、邵坊村、李家村、白马村、桥头村、金山村和邹坊村。

## 交通
- 京九铁路：张巷站

## 中国传统村落
2013年8月，白马寨被评为第二批中国传统村落。